# Маленька міс Ніхто
Маленька міс Ніхто (англ. Little Miss Nobody) — американська драма режисера Джона Гормана 1916 року.

## У ролях
- Ем Горман — маленька міс Ніхто
- Едвард Воррен
- Віолет Вілкі
- Гарольд Гудвін